# Liste der Klöster und Stifte in Sachsen-Anhalt
Die Liste der Klöster und Stifte enthält bestehende und ehemalige Klöster und Stifte in Sachsen-Anhalt.

## Bestehende Klöster

### Römisch-katholische Klöster und Gemeinschaften
Benediktiner
- Priorat Huysburg, seit 1984

Elisabethschwestern
- St. Marienstift in Magdeburg, seit 1906

Franziskaner
- Franziskanerkloster Halle, seit 1920

Prämonstratenser
- Priorat Magdeburg, seit 1991

Zisterzienserinnen
- Priorat Helfta, seit 1999

### Evangelische Kommunitäten und Stifte
Kommunitäten
- Kloster Dambeck, Lukaskommunität, seit 1991
- Kloster Petersberg, Kommunität Christusbruderschaft Selbitz, seit 1999

## Ehemalige Klöster und Stifte

### Domkapitel
- Domkapitel Halberstadt
- Domkapitel Havelberg
- Domkapitel Magdeburg
- Domkapitel Merseburg
- Domkapitel Naumburg
- Domkapitel Zeitz

### Kollegiatstifte
- Kollegiatstift Arneburg, Altmark
- Kollegiatstift Aken
- Stift St. Johannes der Täufer Alsleben
- Kollegiatstift Ballenstedt, Harz
- Kollegiatstift Beuster, Altmark
- Kollegiatstift St. Marien Coswig
- Kollegiatstift St. Bonifatius Halberstadt
- Kollegiatstift St. Maria Halberstadt
- Kollegiatstift St. Peter und Paul Halberstadt
- Kollegiatstift Halle
- Kollegiatstift St. Gangolf Magdeburg
- Marienstift Magdeburg
- Kollegiatstift St. Nicolai Magdeburg
- Kollegiatstift St. Peter und Paul Magdeburg
- Kollegiatstift St. Sebastian Magdeburg
- Stift St. Georg Mansfeld
- Marienstift Naumburg
- Kollegiatstift Nienburg
- Kollegiatstift Sangerhausen (?)
- Kollegiatstift Stendal, Altmark
- Kollegiatstift St. Johannes Tangermünde
- Marienklause bei Tangermünde
- Stift Walbeck
- Kollegiatstift St. Georg Wernigerode
- Allerheiligenstift zu Wittenberg
- Bartholomäistift Zerbst
- Kollegiatstift Zeitz

### Kanonissenstifte
- Stift Alsleben
- Stift Frose
- Stift Gernrode
- Stift Quedlinburg

### Augustiner-Chorherren
- Kloster Abbenrode
- Kloster Ammensleben
- Kloster Ammendorf
- Augustiner-Chorherrenstift Diesdorf (?)
- Kloster Kaltenborn bei Emseloh
- Stift Neuwerk bei Halle
- Moritzkloster Naumburg
- Kloster Hamersleben
- Kloster Petersberg
- Augustiner-Chorherrenstift Salzwedel

### Augustiner-Chorfrauen
- Augustiner-Chorfrauenstift Brehna
- Augustiner-Chorfrauenstift Coswig, Anhalt
- Kloster Diesdorf, Altmark
- Kloster Marienborn
- Augustiner-Chorfrauenstift Roßleben
- Augustiner-Chorfrauen-Stift Salzwedel, Altmark
- Augustiner-Chorfrauen-Stift Stendal

### Augustiner-Eremiten
- Augustinerkloster St. Anna Eisleben, 1515–1525
- Kloster Himmelpforten (Harz), 1253–nach 1525
- Augustinerkloster Magdeburg, vor 1385–1524
- Augustinerkloster Sangerhausen
- Augustinerkloster Wittenberg, 1504–1524
- Augustinerkloster Zerbst, vor 1396–1525

### Augustiner-Eremitinnen
- Kloster Badersleben
- Kloster Mariae Magdalenae (Magdeburg)

### Benediktiner
- Kloster Ammensleben
- Kloster Ballenstedt
- Kloster Berge, bei Magdeburg
- Kloster Goseck
- Kloster Gröningen
- Kloster Huysburg
- Kloster Ilsenburg
- Kloster Konradsburg
- Moritzkloster Magdeburg
- Peterskloster Merseburg
- Kloster Memleben
- Kloster St. Georg (Naumburg)
- Kloster Hillersleben
- Kloster Posa (Bosau), bei Zeitz
- Kloster Thankmarsfelde
- Kloster Wimmelburg

### Benediktinerinnen
- Kloster Arendsee
- Kloster Dambeck
- Kloster Drübeck
- Kloster Hadmersleben
- Kloster Kalbe, Altmark
- Kloster Krevese
- Kloster St. Stephan Zeitz

### Brüder vom gemeinsamen Leben
- Fraterhaus Magdeburg

### Dominikaner
- Dominikanerkloster Halle
- Dominikanerkloster Magdeburg
- St.-Katharinen-Kloster Halberstadt
- Dominikanerkloster Seehausen, Altmark
- Dominikanerkloster Tangermünde

### Dominikanerinnen
- Dominikanerinnenkloster Coswig
- Dominikanerinnenkloster Halberstadt

### Elisabethschwestern
- Dessau
- Halberstadt
- Schwesternhaus Halle

### Franziskaner
- Franziskanerkloster Aschersleben
- Franziskanerkloster Barby
- Franziskanerkloster Burg
- Franziskanerkloster Halberstadt
- Franziskanerkloster Halle
- Franziskanerkloster Magdeburg
- Franziskanerkloster Quedlinburg
- Franziskanerkloster Salzwedel
- Franziskanerkloster Sangerhausen
- Franziskanerkloster Stendal
- Graues Kloster Wittenberg
- Franziskanerkloster Zeitz
- Franziskanerkloster Zerbst

### Franziskanerinnen
- Franziskanerinnenkloster Stendal

### Franziskaner und Clarissen
- Kloster Sankt Claren Weißenfels

### Jesuiten
- Jesuitenkloster Halberstadt

### Karmeliten
- Karmelitenkloster Calbe
- Karmelitenkloster Hettstedt
- Karmelitenkloster Magdeburg
- Karmelitenkloster Querfurt

### Karmelitinnen
- Karmelitinnenkonvent Halberstadt

### Kartäuser
- Kartäuserkloster Konradsburg

### Prämonstratenser
- Kloster Gottesgnaden bei Calbe
- Prämonstratenserstift Havelberg
- Kloster Jerichow
- Kloster Leitzkau
- Kloster Unser Lieben Frauen Magdeburg

### Serviten
- Servitenkloster Bernburg
- Servitenkloster Halberstadt
- Servitenkloster Hasselfelde, Harz

### Ursulinen
- Ursulinenkloster Halberstadt

### Zisterzienser
- Kloster Michaelstein, Blankenburg/Harz (1139/1167–1543, 1629–1640)
- Kloster Pforta (Sancta Maria ad Portam) bei Naumburg (1137–1540)
- Kloster Sittichenbach
- Volkmarskeller, Blankenburg (1146–1167)

### Zisterzienserinnen
- Kloster Abbenrode (1243–1554), vorher Augustiner-Chorherren (seit 1145)
- Kloster Adersleben (6. Dezember 1260–1809)
- Kloster Althaldensleben (um 1228–1810)
- Agnetenkloster in Neustadt-Magdeburg (1230–1810)
- Zisterzienserinnenkloster Ankuhn (1214–1298), dann nach Zerbst
- Zisterzienserinnenkloster Aschersleben (Graues Kloster) (um 1267–um 1525)
- Kloster Beuditz bei Weißenfels (1232–1544)
- Zisterzienserinnenkloster Blankenburg (Harz) (1305–1532/1548), vorher Chorherren
- Kloster St. Burchardi (Halberstadt) (1208–1810)
- Halberstadt St. Jakob der Ältere (1206–1208)
- Kloster Häseler in Klosterhäseler (vor 1239–1540/60)
- Zisterzienserinnenkloster Hedersleben Selke (1253–1810)
- Kloster Helfta (1229–1542, seit 1999 neu gegründet)
- Kloster Sankt Georg (Kelbra)  (um 1251–1551)
- Kloster Langendorf bei Weißenfels (1230–1385), 1385–1540 Benediktinerinnen
- Kloster Sankt Lorenz in Neustadt-Magdeburg (1209/1220–)
- Kloster Marienkammer in Glaucha (1231–1541/57)
- Kloster Marienstuhl bei Egeln (1259–1809)
- Kloster Marienthal (Schloss Marienthal) bei Eckartsberga (1291–1531)
- Kloster Mehringen bei Aschersleben (1222–1525)
- Kloster Meyendorf bei Wanzleben (1267–1810)
- Zisterzienserinnenkloster Naundorf bei Allstedt (1250–1531)
- Kloster Neuendorf, bei Gardelegen (1228–1578), ev. Damenstift 1578–1810
- Nikolausrieth Kloster auf dem Rodeberg (1236–1525)
- Kloster Sankt-Maria-auf-dem-Georgenberg in Plötzky (1248–1538)
- Kloster Rodersdorf bei Wegeleben (13. Jahrhundert−1648)
- Kloster Rohrbach bei Sangerhausen (1220/30–1540)
- Kloster St. Ulrich in Sangerhausen (1265–1540)
- Zisterzienserinnenkloster Wasserleben (1300–1525)
- Zisterzienserinnenkloster Wolmirstedt  (um 1225–1573)
- Zisterzienserinnenkloster Zerbst (1298 – 16. Jh.)